# Równanie przestępne
Równanie przestępne to równanie postaci F(x) = 0, gdzie F(x) jest funkcją przestępną (niealgebraiczną) zmiennej x.
Przykładem równania przestępnego jest:
{\displaystyle e^{x}\,+\,x\,=\,0}
gdzie x jest niewiadomą (poszukiwanym rozwiązaniem równania).

## Metody rozwiązywania
W ogólności równania przestępne można rozwiązywać metodami numerycznymi. Ponadto, przydatną metodą przybliżonego znajdowania rozwiązań (lub przynajmniej określenia przedziału, w którym należy prowadzić poszukiwanie rozwiązań dokładniejszymi metodami), jest metoda graficzna. Polega ona na sprowadzeniu równania do postaci:
{\displaystyle F_{1}(x)\,=\,F_{2}(x)}
gdzie zarówno {\displaystyle F_{1}(x)} jak i {\displaystyle F_{2}(x)} są znanymi funkcjami o łatwych do sporządzenia wykresach; odcięta miejsca przecięcia się wykresów obu tych funkcji jest poszukiwanym rozwiązaniem równania.